# Michele Calella
Michele Calella (Taranto, 22 giugno 1967) è un musicologo italiano.

## Biografia
Ha studiato pianoforte a Taranto e a Bari, conseguendo il diploma nel 1988. Ha studiato musicologia alla Scuola di Paleografia e Filologia Musicale dell'Università di Pavia con sede a Cremona, laureandosi nel 1993 con una tesi sul compositore Niccolò Piccinni a Parigi. Nel 1990 ha studiato musicologia come Erasmus a Ratisbona e dal 1991 al 1993 ha vissuto a Parigi, lavorando tra l'altro nella sezione musicale della Biblioteca nazionale di Francia. Tra il 1993 e il 1997 ha studiato musicologia, latino medievale e lingue e letterature romanze alla Westfälische Wilhelms-Universität di Münster, addottorandosi con una tesi sull'opera francese nel tardo Settecento.
Dal 1997 al 2001 è stato assistente alla Università di Marburgo, dal 2001 al 2005 assistente all'università di Zurigo, dove nel 2003 ha scritto un'abilitazione sulla funzione dell'autore nella musica tra Medioevo e Rinascimento. Nel 2004 gli è stato conferito il premio Hermann Abert della Società Tedesca di Musicologia.
Dal 2005 al 2010 è stato ordinario di musicologia all'Università per la musica e le arti interpretative di Vienna, dal 2010 è ordinario all'Istituto di musicologia dell'Università di Vienna, di cui è direttore dal marzo del 2011.
| Controllo di autorità | VIAF (EN) 88341213 · ISNI (EN) 0000 0000 6659 2011 · LCCN (EN) nr2001001395 · GND (DE) 138302804 · BNF (FR) cb14415849c (data) · CONOR.SI (SL) 221032803 |